# マリー (ギーズ女公)
マリー・ド・ギーズ（フランス語：Marie de Guise, 1615年8月15日 - 1688年3月3日）は、ギーズ女公、ジョワイユーズ女公およびジョアンヴィル女公（在位：1675年 - 1688年）。ギーズ公シャルル1世とジョワイユーズ女公アンリエットの娘。

## 生涯
マリーは若い頃よりルイ13世の宮廷に頻繁に出入りしていた。1630年に両親を追ってトスカーナに亡命し、1643年にフランスに戻った。宮廷における重要な地位にもかかわらず、縁談はまとまらず生涯未婚をとおした。
1650年代より、おそらく親戚であるモンレゾー伯クロード・ド・ブルデイユと関係を持ったが、モンレゾー伯は1663年にオテル・ド・ギーズで亡くなった。
マリーは芸術の保護者であり、1670年から1688年までマルク＝アントワーヌ・シャルパンティエはマリーに仕え、マリーのために多くの作品を作曲した。
1675年に大甥ギーズ公フランソワ・ジョゼフが亡くなると、マリーはギーズ家の領地と爵位を継承し、同家の最後の当主となった。これにより、マリーはギーズ女公、ジョワイユーズ女公、ジョアンヴィル女公およびシャンパーニュのセネシャルとなった。また、パリにあるオテル・ド・ギーズ（現在のオテル・ド・スービーズ）を相続し、最も長い間居を構え、ここで死を迎えることとなる。
マリーは時折、妹のフランソワーズ・ルネが修道院長を務めていたモンマルトル修道院を訪れた。
1686年2月1日、マリーは用益権の対象として自身の領地のほぼすべてをクヴォンジュ伯シャルル・フランソワ・ド・スタンヴィルに寄付し、その後1686年2月6日に遺言により数人の遺産受取人を決めた。マリーはその2年後に亡くなり、パリのカプシーヌ修道院に埋葬された。

## 遺領の相続
マリーの遺領の相続には、数多くの手続きが必要となった。
母方の相続人である姪アンヌ・マリー・ルイーズ・ドルレアン（ラ・グランド・マドモワゼル）、父方の相続人のコンデ公妃アンヌ・ド・バヴィエールおよびブラウンシュヴァイク＝カレンベルク公妃ベネディクタ・ヘンリエッテ・フォン・デア・プファルツの3人の相続人の要請により、パリ議会は1689年4月26日の判決で遺言を支持する一方でクヴォンジュ伯への寄付を取りやめた。
その後、相続人らはマリーの遺領を分割した。ジョアンヴィル公領はアンヌ・マリー・ルイーズ・ドルレアンに、ギーズ公領はブルボン＝コンデ家に、ジョワイユーズ公領はエルブフ公に遺贈された。オテル・ド・ギーズは、1700年にコンデ公妃とその妹のブラウンシュヴァイク＝カレンベルク公妃により売却された。姉妹はマルシェ男爵領とリエス男爵領を共同で領有したが、最終的に1719年に売却した。